# Megumi Sakata
Megumi Sakata (坂田 恵 Sakata Megumi?,  nacido el 18 de octubre de 1971 en Kumamoto) es una exfutbolista japonesa que jugaba como guardameta.
Sakata jugó 10 veces para la selección femenina de fútbol de Japón entre 1989 y 1996. Sakata fue elegida para integrar la selección nacional de Japón para los Copa Mundial Femenina de Fútbol de 1991 y 1995.

## Trayectoria

### Clubes
| Club                  | País  | Año         |
| --------------------- | ----- | ----------- |
| Nissan FC Ladies      | Japón | 1990 - 1993 |
| Prima Ham FC Kunoichi | Japón | 1994 - 1996 |
| Tasaki Perule FC      | Japón | 1999 - 2002 |

### Selección nacional
| Selección | País  | Año         |
| --------- | ----- | ----------- |
| Absoluta  | Japón | 1989 - 1996 |

## Estadística de equipo nacional
| Selección femenina de fútbol de Japón | Selección femenina de fútbol de Japón | Selección femenina de fútbol de Japón |
| Año                                   | Partidos                              | Goles                                 |
| ------------------------------------- | ------------------------------------- | ------------------------------------- |
| 1989                                  | 1                                     | 0                                     |
| 1990                                  | 2                                     | 0                                     |
| 1991                                  | 3                                     | 0                                     |
| 1992                                  | 0                                     | 0                                     |
| 1993                                  | 1                                     | 0                                     |
| 1994                                  | 1                                     | 0                                     |
| 1995                                  | 1                                     | 0                                     |
| 1996                                  | 1                                     | 0                                     |
| Total                                 | 10                                    | 0                                     |